# Lucrezia Dorico

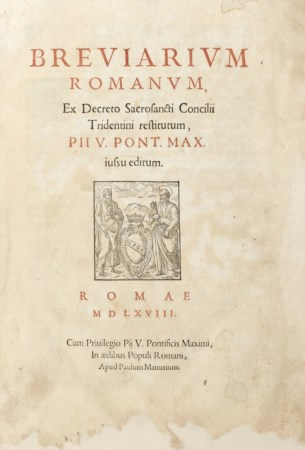
Frontespizio del Breviarium stampato da Paolo Manuzio: il tipografo veneziano chiese aiuto a Lucrezia Dorico, con un regolare contratto in cui compare la dicitura "stampatrice alli Coronati"

Lucrezia Dorico (15.. – Roma, 15..) è stata una tipografa italiana attiva a Roma tra il 1566 e il 1572.

## Biografia
Moglie del tipografo Luigi Dorico, è chiamata "stampatrice alli Coronati" in un documento del 1570 nel quale la associano al prestigioso nome di Paolo Manuzio (erede del grande tipografo veneziano Aldo Manuzio) per la stampa del Breviario nel 1569, voluto da papa Pio V. "Alli Coronati" indica l'indirizzo del laboratorio tipografico da lei allestito a Roma, dove operava: secondo alcune fonti si tratta di via dei Coronari, secondo altre di una strada nei pressi della basilica dei Santi Quattro Coronati. La sua bottega collaborò con la Stamperia del Popolo Romano.

### Una famiglia di stampatori
Lucrezia Dorico appartenne a una famiglia di tipografi di origine bresciana e attiva a Roma dal 1526. Lei stessa avviò i suoi tre figli all'arte tipografica: per garantirgli una formazione più accurata indirizzò il maggiore, Ottavio, a fare apprendistato nella bottega di Antonio Blado, lo stampatore del pontefice.
Il capostipite della famiglia era Valerio Dorico che, associandosi nel 1538 al fratello Luigi, diventò il principale stampatore romano fino al 1561 (quando Paolo Manuzio si trasferì in città e prese il sopravvento). La produzione riguardò per lo più libri di musica, ma anche testi religiosi e di letteratura, pubblicazioni spesso caratterizzate da importanti illustrazioni; prima di spostarsi in vico dei Peregrini, per un lungo periodo il laboratorio di famiglia fu allestito in Campo de' Fiori: in quegli anni i Dorico sono stati gli stampatori dell'Accademia romana. La casata, secondo una stima per difetto, ha stampato almeno 270 edizioni, di cui circa 250 tra il 1538 e il 1561.

### La conduzione dell'azienda
Dopo la morte del cognato Valerio (probabilmente avvenuta nel 1565), l'attività tipografica fu portata avanti da Lucrezia, vedova di Luigi (deceduto probabilmente nel 1559), e dai suoi tre figli Ottavio, Vincenzo e Livia (poi sposa di un altro importante stampatore: Stefano Blado, figlio di Antonio). La conduzione aziendale di Lucrezia diventa formale dal 1566, quando i nomi degli eredi comparirono nelle prime sottoscrizioni e continuò fino al 1572, quando l'impresa di famiglia cessò. Gli eredi impressero la loro firma in quattordici edizioni, utilizzando vari nomi: per lo più "Apud haeredes Valerii & Alisii Doricorum" e "Apresso i Dorici", ma anche "Haeredes Valerii & Aloisii Doricorum", "i Dorici", "heredi di Valerio, & Aloisio Dorici", "Haeredes Valerij et Aloysij Doricorum fratrum Brixiensium", designandosi quindi come eredi di entrambi i fratelli Dorico. Se si contano anche le pubblicazioni con committenza istituzionale e un manifesto, la produzione sale a 18 titoli. L'attività, che portò Lucrezia ad assumere nuovo personale (come il giovane bolognese Giulio di Pellegrino, con retribuzione di 14 scudi per tre anni per prestazioni "ad componendum capsas literarum stampe"), fu in seguito rilevata da Francesco Coattino.

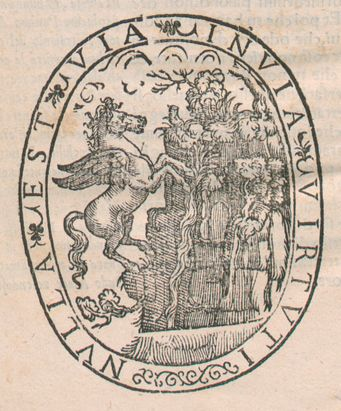
Una delle marche tipografiche dei Dorico: Pegaso colpisce una roccia

## Marche tipografiche utilizzate
Le marche tipografiche maggiormente utilizzate dai Dorico e riprese da Lucrezia raffigurarono Pegaso: "Pegaso [che] traina sul suo carro Bellerofonte che tiene una fiaccola" o "Pegaso [che] colpisce con uno zoccolo la roccia da cui scaturisce una sorgente", apparse nel tempo in alcune variazioni grafiche; il motto era, in entrambi i casi: "invia virtuti nulla est via".

### Caratteri utilizzati
Fedele alla consuetudine di famiglia, Lucrezia Dorico utilizzò per lo più il carattere romano, raramente il gotico. Nel tempo presero campo una serie di corsivi, che, ancorché presentando varianti, seguivano i modelli di Ludovico degli Arrighi.

## La produzione
Dal 1557 al 1568, i Dorico, quindi anche durante la direzione di Lucrezia (dal 1566 le pubblicazione sono firmate dagli eredi Dorico), stamparono l'antologia delle "Canzoni alla napolitana", con le musiche (per lo più sacre) di Conforti, Martelat, Rodio, Ghibellini, Lasso, Stefano Rossetti, Giovanni Animuccia e Giovanni Pierluigi da Palestrina. Furono i principali stampatori di materiale musicale a Roma dopo la metà del XVI secolo, affiancandosi ai maggiori editori italiani musicali dell'epoca. Fino al 1572, su iniziativa autonoma di Lucrezia Dorico, con l'indicazione della dicitura "Apud haeredes Valerii & Alisii Doricorum", sono stampati volumi con musiche sacre ancora del Rossetti e dell'Animuccia e dello stesso Prenestina, al quale i Dorico diedero per primi fiducia pubblicando le sue opere. In alcune pubblicazioni ottocentesche compaiono diciture "Apud haeredes Valerii & Alisii Doricorum" precedenti al 1566, specie per opere del Prenestina, ma, come ha precisato Alberto Cametti, si tratta "di un anacronismo (...), dato che Valerio Dorich risulta vivente fino al 1565 ed è soltanto nel 1565 che ha principio la ditta degli eredi Dorich".

### Edizioni stampate

#### 1566
- "Statuti et reformanze della communità di Ciuita Castellana", committente Civita Castellana: "Appresso gli haeredi di Valerio & Luigi Dorici" (CNCE015773)
- "Rudimenta ad sciendum et seruandum necessaria clericis, & presbyteris curam animarum habentibus, vel non habentibus, & alijs fidelibus, hic sunt a sacris canonibus, & a doctoribus collecta, & in vnum breuiter redacta per d. Dominicum De Dominicis Venetum sacrae theologiae magistrum, & episcopum Brixiensem ... Cum tabula totius operis", di Domenico Domenici: "Apud heredes Valerii, & Aloisii Doricorum" (CNCE016352)
- "Musica nova del Rossetto, a cinque voci" di Stefano Rossetti: "Eredi di Valerio e Luigi Dorico" (CNCE045581)
- "Intabolatura de lauto di m. Francesco milanese et m. Perino, ricercate, madrigali, et canzone francese. Libro primo" di Francesco da Milano: "Eredi di Valerio e Luigi Dorico" (CNCE043619)
- "Compendio del gran volume de l'arte del bene et leggiadramente scriuere tutte le sorti di lettere et caratteri, con le lor regole misure, & essempi, di m. Gioanbattista Palatino cittadino romano. Da lui medesimo cauato & ristretto, con ogni possibile breuità nel presente trattato. Con un nuouo breue & util discorso delle cifre et con l'aggionta d'alcune tauole, et altri particolari, non meno bellissimi che vtilissimi, et necessarij ad ogni gran secretario et d'altre persone di qualunque natione si siano, in questo mestier de la penna. Doue il tutto si può vedere con la debita corretione illustrato" di Giovanni Battista Palatino: "Alla chiauica di S. Lucia, per li heredi di Valerio et Luigi Dorici fratelli" (CNCE057046)
- "Francisci Turriani De votis monasticis libri duo" di Francisco Torres: "Apud haeredes Valerij, & Aloysij Doricorum fratrum, Brixiensium" (CNCE048143)

#### 1567
- "Ioannis Animuciae magistri capellae sacrosanctae Basilicae Vaticanae Missarum liber primus" di Giovanni Animuccia: "Apud haeredes Valerij et Aloysij Doricorum fratrum Brixiensium" (CNCE036524)
- "Ioannis Petri Aloysii Praenestini missarum liber secundus" di Giovanni Pierluigi da Palestrina: "Eredi di Valerio e Luigi Dorico" (CNCE044668)

#### 1568
- "Auuertimenti per le persone ecclesiastiche, et massime per li curati della diocese metropolitana di Salerno: & come si douranno portare con loro stessi, & ancora con li suoi parochiani in publico, & nel sacramento della penitentia. Fatti per il reuerendiss. monsignore Gasparo Ceruantes de Gaeta arciuescouo di Salerno. Et le constituitioni sinodali di quella", di Gaspar Cervantes, committente Arcidiocesi di Salerno: "Per li heredi di Valerio & Aloisio Dorici" (CNCE034734)
- "Canticum b. Mariae Virginis a Io. Animuccia urbis Basilicae S. Petri magistro ad omnes modos factum" di Giovanni Animuccia: "Apud haeredes Valerij et Aloysij Doricorum fratrum Brixiensium" (CNCE036528)
- Manifesto con proclama di Pio V: "Motus proprius auocationis ad se, & successores suos Rom. pont. quarumcumque causarum confidentiarum tam motarum, & pendentium, quam in futurum quomodolibet mouendarum": "Apud haeredes Valerii & Aloysii Doricorum" (attribuzione dell'anno di edizione incerta[20]) (CNCE042486)

#### 1569
- "Breue directorium, ad confessarii, & confitentis munus rite obeundum concinnatum" di Juan Polanco: "Apud haeredes Doricorum" (CNCE034737)
- "Liber primus Joannis Petraloysii Praenestini mottettorum quae partim quinis, partim senis, partim septenis vocibus concinantur" di Giovanni Pierluigi da Palestrina: "Eredi di Valerio e Luigi Dorico" (CNCE044675)
- "Il soldato christiano con l'instruttione dei capi dello essercito catolico. Composto dal r. padre Antonio Possiuino della compagnia di Giesu. Libro necessario a chi desidera sapere i mezzi per acquistar vittoria contra heretici turchi, & altri infedeli. Non più stampato" di Antonio Possevino: "Per li heredi di Valerio & Luigi Dorici", (CNCE061009)

#### 1570
- "Ioannis Petraloisii Praenestini missarum liber tertius" di Giovanni Pierluigi da Palestrina: "Apud heredes Valerii, et Lougii Doricorum fratrum" (CNCE044678)
- "La vedoua del Fusco" di Orazio Fusco; "Appresso i Dorici" (CNCE020053)
- "Auisi nuoui et certezza della parte de mezo giorno; doue se intende tre infideli re della fede mahomettana conuertiti & battizati con li suoi regni & venuti alla nostra santa christiana fede", avvisi: "Appresso Doricos, 1570 alli 23 di decemb" (CNCE057065)

#### 1572
- "Ioannis Petri Loysii Praenestini in Basilica S. Petri de urbe capellae magistri missarum liber primus" di Giovanni Pierluigi da Palestrina: "Eredi di Valerio e Luigi Dorico", 1572 (CNCE044684)

## IlBreviario
L'opera che inserisce la vedova Dorico nella storia mondiale del libro è in ogni caso il "Breviario", il libro liturgico voluto dal pontefice, edito da Paolo Manuzio. Questi fu obbligato a cercare alleanze a Roma per sostenere la concorrenza degli stampatori, italiani e del Nord Europa. Manuzio arruolò Lucrezia Dorico e un'altra figlia di Blado, Paola. Tra l'editore e la nuova titolare della tipografia dei Dorico fu pattuito un contratto da 50 scudi:
"Lucretia Dorica stampatrice alli Coronari deve dare a di 19 febbraio [1569] scudi 50 li ha pagati Orazio Fosco come nel suo g(iornal)le 129 et ha promesso de stampare il breviario bene fidelmente secondo le copie che li dare m(esse)r. Paulo Manutio a ragione de scudi XIIII la balla a tutte sue spese da la carte in pod, come fa m(esse)r. Giulio Bolano".